# Ry (Dinamarca)
Ry é um município da Dinamarca, localizado na região central, no condado de Arhus.
O município tem uma área de 152 km² e uma  população de 11 244 habitantes, segundo o censo de 2005.